# Golpe de Estado na Síria em 1951
O golpe de Estado na Síria em 1951 foi o quarto golpe de Estado na história da Síria desde a independência. O golpe foi liderado pelo oficial sírio Adib Shishakli, que forçou a renúncia do governo existente, chefiado pelo presidente Hashim al-Atassi e pelo primeiro-ministro Maarouf al-Dawalibi.

## Antecedentes
Após o golpe de Estado de dezembro de 1949, Adib Shishakli exerceu um poder significativo na governança do país. O Partido Popular, o maior partido após as eleições parlamentares de 1949, não pôde governar devido à pressão militar. Em 1950, o país experimentou instabilidade política devido às coalizões governamentais fracas. O presidente Hashim al-Atassi encarregou Nazim al-Kudsi, líder do Partido Popular, de formar um governo contra a vontade dos militares. Atassi conseguiu estabelecer com sucesso essa coalizão para governar. Durante o mandato deste governo, foi assinado um acordo de cooperação conjunta com o Reino do Iraque, que o primeiro-ministro qualificou como "um primeiro passo em direção a uma união federal com o Iraque".

## Golpe
Shishakli, que recebeu apoio da Arábia Saudita, ficou descontente com esse acordo. Em 29 de novembro de 1951, Shishakli ordenou a prisão do primeiro-ministro Maarouf al-Dawalibi devido à sua recusa em nomear Fawzi Selu, confidente de Shishakli, como secretário de defesa. Outros funcionários do governo anunciaram então sua renúncia. Após negociações fracassadas para compartilhar o poder, o presidente Hashim al-Atassi também renunciou e retornou a Homs. Após a renúncia, o Conselho de Comando das Forças Armadas sírias anunciou que assumiu o poder, dissolveu o Parlamento sírio e nomeou Fawzi Selu com todos os poderes executivos e legislativos.

## Consequências
Após o golpe de Estado de 1951, Adib Shishakli concentrou-se em consolidar seu poder. Isso incluiu promulgar a Constituição síria de 1953 e organizar as eleições presidenciais de 1953, estabelecendo com sucesso um regime de partido único durante aproximadamente dois anos. Segundo um ativista sírio, "Os sírios já não se preocupam com o exército ou quem governa o país. Agora só lhes importa o retorno da estabilidade que faltava antes".
Em 1953, Akram al-Hawrani tornou-se uma ameaça crescente para o regime de Adib Shishakli, à medida que sua influência política e popularidade aumentavam na Síria, chegando até mesmo a aspirar à presidência. Como consequência, Shishakli destituiu muitos oficiais leais a Hawrani e se recusou a estabelecer um governo socialista, como Hawrani havia esperado. Então, Hawrani fugiu para o Líbano, onde fundiu seu Movimento Socialista Árabe com o Partido Ba'ath. No ano seguinte, Hawrani apoiou o golpe de Estado de 1954 contra Shishakli.